# Yurieski Torreblanca
Yurieski Torreblanca Queralta (14 de marzo de 1989) es un luchador cubano de lucha libre. Ganó dos medallas en Campeonatos Panamericanos, de oro en 2015. 